# کورتز (کلرادو)
کورتز (به انگلیسی: Cortez) شهری در ایالت کلرادو کشور ایالات متحده آمریکا است که جمعیت آن در سرشماری سال ۲۰۱۰ میلادی، ۸٬۴۸۲ نفر بوده‌است.